# Тесленко, Александр Николаевич (учёный)
Александр Николаевич Тесленко (род. 22 мая 1962, Целиноград, КазССР) — основатель казахстанской ювенологической школы, специалист в области социальной педагогики и социологии молодежи, доктор педагогических наук (Республика Казахстан), доктор социологических наук (Российская Федерация), профессор. Один из создателей нового научно-практического направления — юногогики, изучающей педагогическое обеспечение молодежной работы. Известен также как специалист в области психологии управления и организационного поведения.

## Биография
Окончил Целиноградский государственный педагогический институт им. С. Сейфуллина (1991). В 1998 году защитил кандидатскую диссертацию «Воспитательный потенциал летнего детского оздоровительного центра», в 2005 году докторскую диссертацию по педагогике на тему «Научно-педагогические основы социализации молодежи», в 2009 году докторскую диссертацию «Культурная социализация молодежи (на примере РК)»
по специальности «Социология культуры, духовной жизни» в Саратовском государственном политехническом университете, в этом же году ему присвоено ученое звание профессора по специальности «Общая педагогика».
С 1999 по 2008 год — заведующий кафедры социально-гуманитарных дисциплин Института управления города Астана. Как преподаватель разработал авторские учебные курсы «Экономическая психология», «Психология управления», «Организационное поведение», «Конфликтология и медиация». Одновременно являлся ведущим лектором столичного Института повышения квалификации и переподготовки кадров системы образования и научным руководителем Центра социально-психологической службы по профилактике различных форм девиантного поведения.
С 2002 года является экспертом Департамента молодежной политики Министерства образования и науки Республики Казахстан. Научно-практические рекомендации «Научные основы социализации казахстанской молодежи» рекомендованы к реализации Советом по делам молодежи при Правительстве Республики Казахстан. Отдельные положения научных разработок А. Н. Тесленко получили отражение в Законе Республики Казахстан «О государственной молодежной политике», в Программе развития государственной молодежной политики в Республике Казахстан на 2005—2007 годы, в разработке которой он принимал активное участие.
Организатор и руководитель Центра ювенологических исследований, автор идеи и один из организаторов Международного форума «Меняющаяся молодежь в меняющемся обществе: новая парадигма социализации» (Астана, 15-16 мая 2007 год), ежегодной молодежной научно-практической конференции «Ювенологические чтения».
В период 2008—2011 гг. являлся профессором кафедры педагогики Евразийского гуманитарного института, членом диссертационного совета на базе этого вуза, имеет защищенных соискателей. С 2011 по 2018 год — профессор кафедры социально-психологических дисциплин Университета КАЗГЮУ. Разработал лекционные курсы: «Социальная психология», «Организационная конфликтология», «Социология молодежи», «Социальная работа с молодежью» и др. За время работы подготовил в качестве научного руководителя 12 магистров социологии. В настоящее время осуществляет научное руководство магистрантов по специальности «Педагогика и психология» в Кокшетауском университете им. А. Мырзахметова.
Как участник транснациональных научных проектов проходил стажировку в Германии, Турции, Бельгии, Северном Кипре. С 2016 года является научным экспертом Еврокомиссии по вопросам молодежной политики в странах Центральной Азии.
Является действительным членом Российского общества социологов (с 2003), Международной академии социальной работы (с 2009), Академии педагогических наук Казахстана (с 2012), Международной академии ювенологии (с 2012), Ассоциации социологов Казахстана (с 2014), научно-консультативного совета Ассамблеи народов Казахстана (с 2016).
Член редколлегии научных журналов «Педагогический альманах» (Херсонская академия непрерывного образования, Украина), «Вестник Самарской гуманитарной академии» (Россия), «Российский девиантологический журнал», «Вопросы девиантологии», «Казанский педагогический вестник» (Россия), «Вестник Академии педагогических наук Казахстана» (Казахстан), «Жастар» (Казахстан).

## Достижения
- Дважды обладатель государственного гранта МОН РК «Лучший преподаватель вуза — 2007», «Лучший преподаватель вуза — 2015»[8].
- Награжден нагрудным знаком ОО "Союз детских общественных организаций «Жулдыз» "Золотая звезда «Балалар үшін» за вклад в развитие детского общественного движения и поддержку детских социальных инициатив (2012).
- Победитель III-ого Международного конкурса на лучшее научное издание в области гуманитарных наук «Золотой Корифей» в номинации «Педагогические науки» (МИЦ «Международное сотрудничество», 2014).
- Награжден почетной грамотой Академии Педагогических Наук Казахстана за активную общественную работу и вклад в развитие АПНК (2014).
- Победитель Республиканского (с международным участием) конкурса «Атамура» на лучшее научное издание в номинации «Педагогика и образование» (2015).
- Победитель Открытого международного конкурса «Scientist of the Year 2016» / «Ученый года — 2016» в номинации «Социальные науки: социология молодежи»[9].
- Победитель Открытого международного конкурса учебной и научной литературы «Pedagogical Discovery — 2016» в номинации «Социальная педагогика» (РАО, г. Москва).
- Победитель Международного конкурса научных работ за 2017 год за цикл научных публикаций по ювенальной девиантологии.
- Награжден почетной грамотой Министра образования и науки Республики Казахстан за вклад развитие казахстанской науки и образования (2019).
- Награжден медалью «Друг детства» за особые заслуги в области дополнительного образования детей (2020).

## Основные работы
Опубликовал более 300 работ в области социальной педагогики, социологии молодежи, психологии управления, конфликтологии, среди которых учебники с грифом УМО Республики Казахстан и Российской Федерации, рекомендованные вузам к использованию в учебном процессе.

### Монографии
- Социальная работа с молодежью: опыт и перспективы развития в Казахстане. Монография. ISSN 978-3-659-90355-7. LAP LAMBERT Academic Publishing (Германия). 2016. — 198 с.[10]
- Культурная социализация молодежи: казахстанская модель. Монография. ISSN 9965-787-87-84-0. Саратов: Саратовский гос. технический университет, изд-во АкмЦНТИ, 2007. — 556 с.[11]
- Социология популярной музыки: молодежный аспект. Монография. ISSN 978-601-7591-27-4. — Нур-Султан: изд-во «Центр-Элит». 2020. — 220 с.
- Ювенальная суицидология: теория, практика, профилактика. Монография. — Нур-Султан: изд-во «Центр-Элит». 2020. — 250 с.
- Феноменология детства. Книга для взрослых. ISSN 978-601-7462-56-7. — Кокшетау-Астана: НИИ СПИ КУАМ, Изд-во «НЦНТИ», 2015. — 204 с.[12]
- Ювенология и юногогика: два подхода к исследованию молодежной проблематики. ISSN 978-601-7515-26-3. — Астана: АО «КазГЮУ», ОФ «Центр ювенологических исследований», 2015. — 174 с.[13]

### Учебные пособия
- Юногогика. Педагогическое обеспечение работы с молодежью. Учебник для вузов. ISSN 978-5-534-14312-6. — М.: Изд-во «Юрайт», 2021. — 334 с. (соавт.: М. И. Рожков)
- Homo Economicus Введение в экономическую психологию: Учебное пособие. ISSN 5-7667-49994-1 — Астана: Институт управления, 2004. — 140 с.[14]
- Социальная педагогика. Учебное пособие. ISSN 9965-646-97-Х. Астана: ЕАГИ, Изд-во Акм. ЦНТИ, 2007. — 425 с.[15]
- Педагогическая конфликтология. Учебное пособие. ISSN 978-601-261-120-5. — Кокшетау: КУАМ. 2014. — 343 с. (соавт.: С. С. Досанова, Д. У. Бекенова, М. И. Красильникова).[16]
- Педагогика. Учебное пособие для магистрантов. ISSN 978-601-7118-54-9. — Астана: ЕАГИ. 2010. — 236 с.[17]
- Социология молодежи: Учебник нового поколения. ISSN 978-601-7515-10-2. — Астана-Кокшетау: ОФ «Центр ювенологических исследований», НИИ СПИ КУАМ. 2014. — 343 с.[18]

### Научные публикации
- Особенности этнокультурной социализации в Казахстане: «свои» и «чужие» // Неокончательный анализ… ксенофобные настроения в молодежной среде / Под ред. Е. Омельченко, Е. Лукьяновой. ISSN 978-5-88866-374-9. — Ульяновск: Издательство Ульяновского государственного университета, 2009. — С. 78-85.[19]
- Двудипломное образование в Казахстане как условие академической мобильности студентов и преподавателей // Социологические исследования. ISSN 01321625. 2017. № 6. — С. 136—140[20]
- Юногогика как интегративное направление научно-педагогического осмысления феномена молодежи // Вестник Академии педагогических наук Казахстана. ISSN 20704046. 2016. № 5. — С. 19-27[21]
- Культурные модели социализации казахстанской молодёжи: опыт социологического исследования // Социология. ISSN 25216821. № 2. 2013. — С. 117—122[22]
- Теоретико-методологические парадигмы социальной педагогики // Вестник Академии пед. наук Казахстана. ISSN 20704046. № 5 (55), 2013. — С. 3-13[23]
- Молодежь как фактор социально-экономической модернизации // Государство и право. ISSN 23075201. № 1 (58). 2013. С.13-16.[24]
- Конфликты и насилие в молодежной культуре // Сб. VI международной научно-практической конференции «Человек и мир: миросозидание, конфликт и медиация в интеркультурном мире» (14-16.04.2016) ISSN 976-5-98904-257-9. Ижевск: Удмуртский гос. университет, 2016. С. 251—256[25]
- Свой среди чужих, другой среди своих: проблемы толерантности и инклюзивного образования в казахстанской высшей школе // Научно-методический электронный журнал «Концепт». — 2016. — Т. 8. — С. 51-55[26]

### Публикации в англоязычных изданиях
- Pop-music as a case-study of youth culture // Advances in Anthropology. ISSN 21639353. 2016. Vol.6. No.4. Р.109-121[27]
- Ethnic and Cultural Socialization of Youth in Kazakhstan: poles of snap // Socrates Almanac. ISSN 20534736. Oxford: Europe Business Assembly. 2013. P. 67-69.[28]
- Social status of scientific activity in the mind of Kazakhstani youth // Journal of International Scientific Publication: Educational Alternatives. ISSN 13147277. 2013. Volume 11, Part 3. P. 129—139.[29]
- Social status of scientific activity in the minds of the youth of Kazakhstani // European Scientific Journal. ISSN 18577881 2014. Vol.10. No.17. 340—351 рр.[30]
- Educational potential as social and philosophical category // Journal of International Scientific Publication: Educational Alternatives. ISSN 13132571. Volume 12, Part 3. P. 21-29.[31]
- Youth Subculture in Kazakhstan: So Different, So Unlike // American Journal of Science and Technology. ISSN 23753846. 2015. Vol.2 No. 3, May. С.79-85[32]
- Youth Socialization in Kazakhstan: Experience of Social & Cultural Research. ISSN 978-3-8465-5730-3. LAP LAMBERT Academic Publishing, 2011. — 133 p.[33]
- Youth Social Work in Kazakhstan: Problems & Perspectives // Social Work Education in Countries of East: Issues and Challenges/ Еd. Selwyn Stanley. ISSN 978-1-61761-107-0. — N.Y. Nova Science Publishers, Inc. 227—243 pp.[34]